# 望遠のマーチ
「望遠のマーチ」（ぼうえんのマーチ）は、BUMP OF CHICKENの10作目の配信限定シングル。2018年7月23日にリリースされた。

## 概要
前作「記念撮影」より約1年ぶりの新曲リリースとなる。5作連続の配信限定リリースである。
リリースに先駆け、2018年7月20日のTOKYO FM『SCHOOL OF LOCK!』にてフル音源が初公開された。

### 制作
BUMP OF CHICKENが2017年から2018年かけて開催したツアー「PATHFINDER」以前から藤原の中にあったアイディアを基に書き上げた楽曲。元々はテンポが2分の1ほど遅かったが、藤原が「倍のテンポでもいい気がするな」と思い始めていた頃にCMソングのオファーを受け、同曲を提供した。なお、テンポが倍になったのはプリプロに入った段階である。

## チャート成績
2018年度（2017年12月25日付）より集計が開始された「オリコン週間デジタルシングル（単曲）ランキング」にて、2018年8月6日付でバンド初の1位を獲得したほか、「Billboard Japan Download Songs」でも初登場1位を記録した。

## ミュージックビデオ
9月24日にYouTubeにて公開された。全編がアニメーションの映像である。

## 収録曲
| #  | タイトル         | 作詞・作曲 | 時間 |
| -- | ---------------- | ---------- | ---- |
| 1. | 「望遠のマーチ」 | 藤原基央   | 4:19 |

## タイアップ
- ガンホーのスマートフォン向けゲーム『妖怪ウォッチ ワールド』CMソング[5]。

## 収録アルバム
『aurora arc』
#9「望遠のマーチ」